# Bunești (okręg Hunedoara)
Bunești – wieś w Rumunii, w okręgu Hunedoara, w gminie Balșa. W 2011 roku pozostawała niezamieszkana.